# Gustavo Tsuboi
Gustavo Tsuboi (* 31 de mayo de 1985 en São Paulo) es un jugador de tenis de mesa brasileño. Se convirtió en el número 28 del mundo en individuales en 2019 y en el número 3 del mundo en dobles en 2017.

## Carrera
En los Juegos Olímpicos de Tokio 2020, Tsuboi, 37.º del mundo, al derrotar al nigeriano Quadri Aruna (21º del ranking mundial), se convirtió en el 3º brasileño de la historia en alcanzar los octavos de final de los Juegos Olímpicos. La hazaña sólo la habían logrado Hugo Hoyama (Atlanta-1996) y Hugo Calderano (Río 2016).
En el Campeonato Mundial de Tenis de Mesa, las mejores campañas individuales de Tsuboi han sido la segunda ronda en 2011, 2013, 2015 y 2021. Su mejor actuación se produjo en 2013, cuando logró ponérselo difícil al jugador chino Zhang Jike, casi ganando el primer set y ganando el segundo. En dobles, Tsuboi alcanzó la tercera ronda (octavos de final) tres veces, en 2009, 2015 y 2017, perdiendo cada vez por 4 sets a 2. La mejor campaña llegó en 2009, al jugar en Japón y dificultar el triunfo de la dupla nipona, que terminaron siendo medallistas de bronce en el torneo. En dobles mixtos, Tsuboi logró llegar a la 3.ª ronda (octavos de final) en 2013, siendo eliminado por la pareja china cabeza de serie n.2, pero logrando ganar un set de ellos.
En la Copa del Mundo de Tenis de Mesa, Tsuboi hizo historia al alcanzar los cuartos de final de la competición en 2015, igualando el mejor resultado de Brasil en la historia del torneo. Hasta entonces, Cláudio Kano, en 1987 y 1989, también había llegado a cuartos de final. También alcanzó los octavos de final en 2017 y 2018.
En el Campeonato Mundial de Tenis de Mesa por Equipos de 2018, Tsuboi llegó a cuartos de final jugando con Hugo Calderano y Eric Jouti.
En el WTT Star Contender de Doha, celebrado en marzo de 2021, Tsuboi alcanzó los octavos de final tras derrotar al japonés Koki Niwa (17º). Fue eliminado por el surcoreano Jeoung Youngsik, 13º del ranking mundial.

## Mejores resultados por tipo de torneo

### Individual
La mejor clasificación de Tsuboi fue la 28ª del mundo en 2019.
- Campeonato Panamericano de Tenis de Mesa: Medalla de bronce (2019)  [14]
- Juegos Panamericanos: Finalista (2015) [15]
- WTT Star Contender: Octavos de final (Doha 2021) [13]
- Copa del Mundo de Tenis de Mesa: Cuartos de final (Halmstad 2015) [8][9]
- Campeonato Mundial de Tenis de Mesa: Segunda ronda (2011, 2013, 2015) [5]
- Juegos Olímpicos: Octavos de final (Tokio 2020)  [4]

### Dobles
En 2017, el dúo Tsuboi / Calderano fue el 3º mejor en el ranking mundial, sólo detrás de los japoneses Masataka Morizono y Yuya Oshima y los chinos Xu Xin y Zhang Jike.
- Juegos Panamericanos: Campeón (2019) [16]
- Súper serie: Plata (Abierto de Qatar 2015) [17]
- Abierto de Hungría 2016: Plata [3]
- Abierto de Suecia 2017: Oro [3]
- Abierto de Río de Janeiro 2017: Oro [18]
- Campeonato Mundial de Tenis de Mesa: Octavos de final (Yokohama 2009, Suzhou 2015, Düsseldorf 2017) [17][19][6]

### Equipo
De abril de 2021 a junio de 2023, la selección de Brasil fue la 6ª mejor del mundo.
- Campeonato Panamericano de Tenis de Mesa: Campeón (2019, 2021)  [23]
- Juegos Panamericanos: Campeón (2007, 2011, 2015) [24][25]
- Copa del Mundo de Tenis de Mesa: Cuartos de final (Dubái 2010, Alemania 2011, China 2013, Dubái 2015, Londres 2018, Tokio 2019) [26][27][28][29][30][31]
- Campeonato Mundial de Tenis de Mesa: Cuartos de final (Halmstad 2018) [12]
- Juegos Olímpicos: Cuartos de final (Tokio 2020) [32]

## Éxitos
Los mayores éxitos de los últimos 11 años.
- Campeonato del Mundo: 2011, 2013- últimos 64 en singles; 2006, 2014- segunda ronda equipo
- Juegos Olímpicos: 2016- segunda ronda en singles; 2012, 2016- octavo de final en equipo
- Copa del Mundo (Equipo): 2010, 2011, 2013- quinto lugar
- Copa del Mundo (individual): 2015- cuartos de final
- Juegos Panamericanos: Lima 2019 - oro en dobles; Toronto 2015 - oro por equipos, plata individual; Guadalajara 2011 - oro por equipos; Río 2007 - oro por equipos, cuartos de final en individual; Santo Domingo 2003 - plata en dobles, cuartos de final en individual
- Copa del Latinoamericano: 2011, 2015, 2017- oro; 2013, 2014- bronce
- Campeonato del Latinoamericano: 2003, 2007, 2008, 2010- bronce en singles; 2014- plata en singles
- Circuito Junior Mundial: 2002, 2003- oro; 2002- bronce; 2003- bronce en dobles

## Asociaciones
- 2014- 2016: TTC Schwalbe Bergneustadt
- 2016-2017: PKS Kolping Frac Jarosław
- 2017-2018: Fibrain G2A AZS Politechnika Rzeszów
- desde 2018: SV Werder Bremen